# Obština Šumen
Obština Šumen (bulharsky Община Шумен) je bulharská jednotka územní samosprávy v Šumenské oblasti. Leží ve východním Bulharsku v Dolnodunajské nížině na rozhraní jejích vysočin a Předbalkánu. Sídlem obštiny je město Šumen, kromě něj zahrnuje obština 26 vesnic. Žije zde zhruba 90 tisíc stálých obyvatel.

## Sídla
| - Belokopitovo - Blagovo - Carev Brod - Čerenča - Dibič - Drumevo - Gradište - Ilija Blăskovo - Ivanski | - Kladenec - Koňovec - Kostena Reka - Lozevo - Madara - Maraš - Novosel - Ovčarovo - Panajot Volovo | - Radko Dimitrievo - Salmanovo - Sredňa - Strujno - Šumen (sídlo správy) - Vasil Drumev - Vechtovo - Velino - Vetrište |

## Sousední obštiny
| Růžice kompasu | Loznica        | Chitrino      | Novi Pazar | Růžice kompasu |
| Růžice kompasu | Tărgovište     | Sever         | Kaspičan   | Růžice kompasu |
| Růžice kompasu | Tărgovište     | Obština Šumen | Kaspičan   | Růžice kompasu |
| Růžice kompasu | Tărgovište     | Jih           | Kaspičan   | Růžice kompasu |
| Růžice kompasu | Veliki Preslav | Smjadovo      | Provadija  | Růžice kompasu |

## Obyvatelstvo
V obštině žije 90 083 stálých obyvatel a včetně přechodně hlášených obyvatel 112 808. Podle sčítáni 1. února 2011 bylo národnostní složení následující:
- Bulhaři: 68 781 (78.7 %)
- Turci: 13 179 (15.1 %)
- Romové: 4 042 (4.6 %)
- ostatní: 1 375 (1.6 %)